# Bandera de Iowa
La bandera de Iowa es una bandera tricolor vertical diseñada por Dixie Cornell Gebhardt en 1917. Los legisladores de Iowa, Estados Unidos, adoptaron oficialmente la bandera en 1921.
Consiste en tres franjas verticales de color azul, blanca y roja, reflejando la historia de Iowa como parte de la Luisiana francesa, con la imagen de un águila calva con un lazo en el que se lee la frase Our liberties we prize and our rights we will mantain ("Nuestras libertades ganamos y nuestros derechos mantendremos"), tomada del sello estatal, en el centro de la franja blanca. La palabra "Iowa", en mayúsculas rojas, se encuentra directamente abajo. La bandera, aprobada en primera instancia en mayo de 1917 por el Consejo por la Defensa del Estado de Iowa, fue adoptada oficialmente en 1921.